# Пожертвование
Поже́ртвование — дар в целях благотворительности, гуманитарной помощи или на благо какого-либо дела. Пожертвование может принимать различные формы, включая деньги, милостыню, услуги или товары. Пожертвование в медицине (до́норство) направлено на удовлетворение потребности, например в крови или органах для трансплантации. Пожертвования в интернете получили название «дона́т» (от англ. donate).

## История
Пожертвования как форма кооперирования людей имеют длительную историю.
Один из древнейших примеров, сохранившийся до наших дней, — пожертвования уличным артистам (музыкантам, мимам, клоунам, акробатам, фокусникам и т. д.), выступающим на улицах, площадях или в общественных местах. Они собирают с публики добровольную оплату после выступления, или же, реже, предварительно.
Пожертвования и благотворительность являются неотъемлемой чертой религий мира. Так, в буддизме и индуизме монахи принимают подаяния от мирян, неся людям мудрость. Они не имеют морального права называть размер подаяния.
Во время войны в Испании в ряде стран мира, в том числе в СССР, развернулась кампания по сбору денежных средств и материальной помощи для Испанской Республики. Только за счёт пожертвований населения СССР до конца 1938 года Испанской республике было поставлено 300 тыс. пудов пшеницы, 100 тыс. банок мясных и молочных консервов, 1 тыс. пудов сливочного масла и 5 тыс. пудов сахара.
Во время Великой Отечественной войны население СССР собирало денежные средства, продовольствие и иную материальную помощь (например, тёплую одежду) для Красной Армии. Общая сумма пожертвований составила 94,5 млрд рублей (наличными в рублях, в иностранной валюте, облигациями государственных займов, монетами и изделиями из драгоценных металлов). Кампании по сбору помощи для СССР проводились и в других странах: в Монголии, Туве, на Кубе и др.
Весной 2014 года, после начала боевых действий на востоке Украины, в России и Казахстане начался сбор гуманитарной помощи для населения Донбасса.

## Современное состояние

### Программное обеспечение
Начиная с первой версии, свободная лицензия GPL содержит строку: «When we speak of free software, we are referring to freedom, not price.»
GNU-проект понимает продажу свободного ПО как копирование с одновременной оплатой, которая может быть произвольной.
Сейчас большое количество свободного программного обеспечения принимает донаты путём размещения кнопки Donate на своём сайте.

### Музыка
В 1997 году поклонники музыкальной группы Marillion собрали деньги на её тур, состоявшийся позже. В 2004 году двум французским режиссёрам из компании «Guyom Corp» удалось собрать 50.000 долларов. Это были пожертвования до реализации проекта; их можно считать более примитивной формой, чем сбор средств после неё, так как отпадает необходимость кредитования и есть возможность для обмана.
После того, как в США широко распространился краудфандинг, в России тоже начали появляться такие проекты.
В 2007 был создан сайт kroogi.com, работающий по принципу «Заплати, сколько считаешь нужным». Сейчас взимается комиссия в размере 15 %. Помимо музыки, на сайте распространяются книги, видео, художественные работы, мультипликация. Аналогичный музыкальный проект thankyou.ru, запущенный в 2010 году, позволяет слушателям общаться с музыкантами.
Многие консервативные звукозаписывающие студии продают в Интернете музыку в mp3, а иногда и в более качественном формате, по фиксированной цене, но без систем защиты, что позволяет копировать и распространять её нелегально.

### Интернет
Огромное количество сайтов разной тематики размещают кнопки Donate для своего финансирования или же предоставляют площадку для проектов, принимающих пожертвования. Крупные краудфандинговые площадки: ArtistShare, Kickstarter, Pledgemusic, Funding4Learning, Fondomat, RocketHub, Indiegogo, Sponsume.
Существуют интернет-сервисы по сбору донатов для стримеров и других авторов контента. В 2017 году крупнейший российский сервис монетизации стримов DonationAlerts был приобретён компанией VK. Донаты зрителей, желающих поблагодарить стримера за интересный контент, являются значимой статьёй их доходов. В 2021 году блогер Артемий Лебедев провёл стрим, на котором за донаты ему давали пощёчину, и заработал на этом 260 тыс. рублей. По итогам 2021 года авторы сообществ во «ВКонтакте» получили 160 млн рублей добровольных пожертвований.

### Компьютерные игры
Донат распространён в сфере инди-игр (англ. indie games от independent — «независимый») и малобюджетных игр. Формы самые различные: краудфандинг со сбором фонда до начала создания, донат произвольной суммы, продажа с оплатой.
Заметным шагом стал проект gog.com, продающий электронные копии PC-игр и гордящийся отсутствием систем защиты («DRM Free»).

## Отражение в литературе и искусстве
- Алексей Сурков. Шапка по кругу (стихотворение, 1950)